# Alfred Hughes
Alfred Hughes (Guernsey, 1868 — Portsmouth, 17 de fevereiro de 1935) foi um velejador britânico, medalhista olímpico. Ele competiu nos Jogos Olímpicos de Verão de 1908 na classe 8 Metre e conquistou a medalha de bronze na disputa a bordo do Sorais com Philip Hunloke, Frederick Hughes, George Ratsey, William Dudley Ward e Constance Lewes.